# Vágratkó
Vágratkó (1899-ig Rattkó, szlovákul Ratkovo) község Szlovákiában, a Zsolnai kerületben, a Turócszentmártoni járásban.

## Fekvése
Turócszentmártontól 13 km-re északkeletre, a Vág jobb partján, a Vágon létrehozott Kerpelényi-víztározó nyugati oldalán fekszik.

## Története
A község területén a történelem előtti időben a puhói kultúra települése állt.
A mai települést valószínűleg a 13. században alapították, 1489-ben „Rathkow” alakban említik először. Neve a szláv Radko személynévből származik. A falu első ismert birtokosa az a Ratkói Mátyás volt, aki a birtokot katonai szolgálataiért kapta Hunyadi Mátyástól. A Révay család birtokában állt. 1620-ban 3 háztartása volt. 1785-ben 14 házában 88 lakos élt.
A 18. század végén Vályi András így ír róla: „RATKÓ. Ratkovo. Tót falu Túrócz Vármegyében, földes Ura Révay Uraság, lakosai evangelikusok, fekszik Turánhoz fél órányira, Vágvize mellett. Itten készűl mostan az újj országút, Fátra-hegyén által, Árva, és Liptó Vármegyékbe; földgye jó, legelője elég, réttye nints, fája van mind a’ kétféle, második osztálybéli.”
1828-ban 15 háza és 92 lakosa volt, akik főként mezőgazdasággal foglalkoztak.
Fényes Elek 1851-ben kiadott geográfiai szótárában így ír a faluról: „Ratkó, tót falu, Thurócz vmegyében, a Vágh jobb partján: 92 ev. lak. Nagy erdő; sok legelő és juh. F. u. Révai család. Ut. p. Nolcsó.”
A trianoni diktátumig Turóc vármegye Turócszentmártoni járásához tartozott.
1953-ban adták át a falu mellett a Kerpelényi-víztározót.

## Népessége
| Év:            | 1994. | 2004.   | 2014.   | 2024.    |
| -------------- | ----- | ------- | ------- | -------- |
| Emberek száma: | 175   | 187     | 181     | 213      |
| Eltérés:       |       | +6,85 % | -3,20 % | +17,67 % |

| Év:            | 2023. | 2024.   |
| -------------- | ----- | ------- |
| Emberek száma: | 212   | 213     |
| Eltérés:       |       | +0,47 % |

1910-ben 132, túlnyomórészt szlovák lakosa volt.
2001-ben 193 szlovák lakosa volt.
2011-ben 182 lakosából 179 szlovák.

## Külső hivatkozások
- Hivatalos honlap (szlovákul)
- E-obce.sk Archiválva 2009. július 24-i dátummal a Wayback Machine-ben
- Községinfó
- Vágratkó Szlovákia térképén
- Tourist-channel.sk